# Lomma (Gemeinde)
Koordinaten: 55° 40′ N, 13° 5′ O

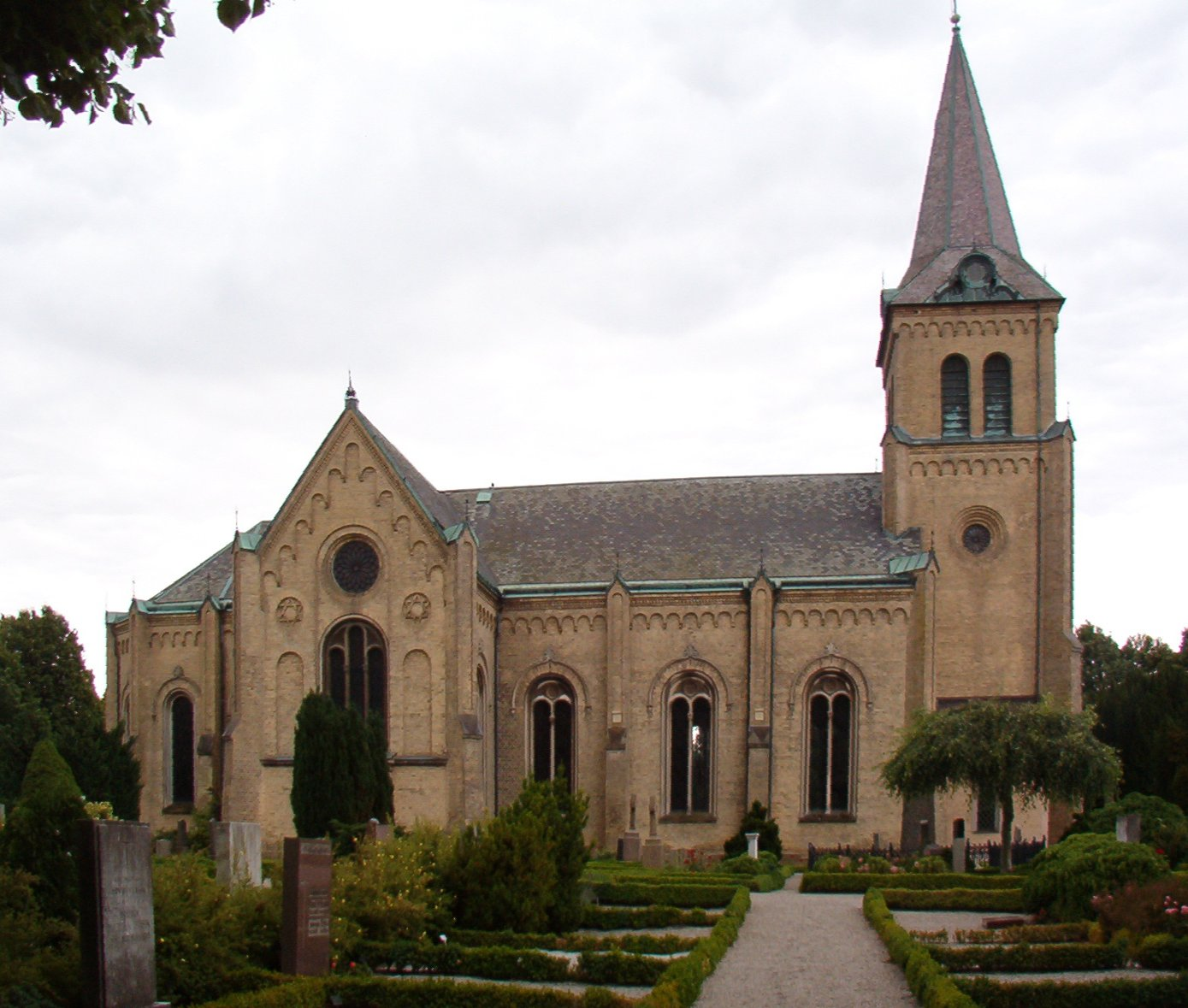
Die Kirche von Lomma

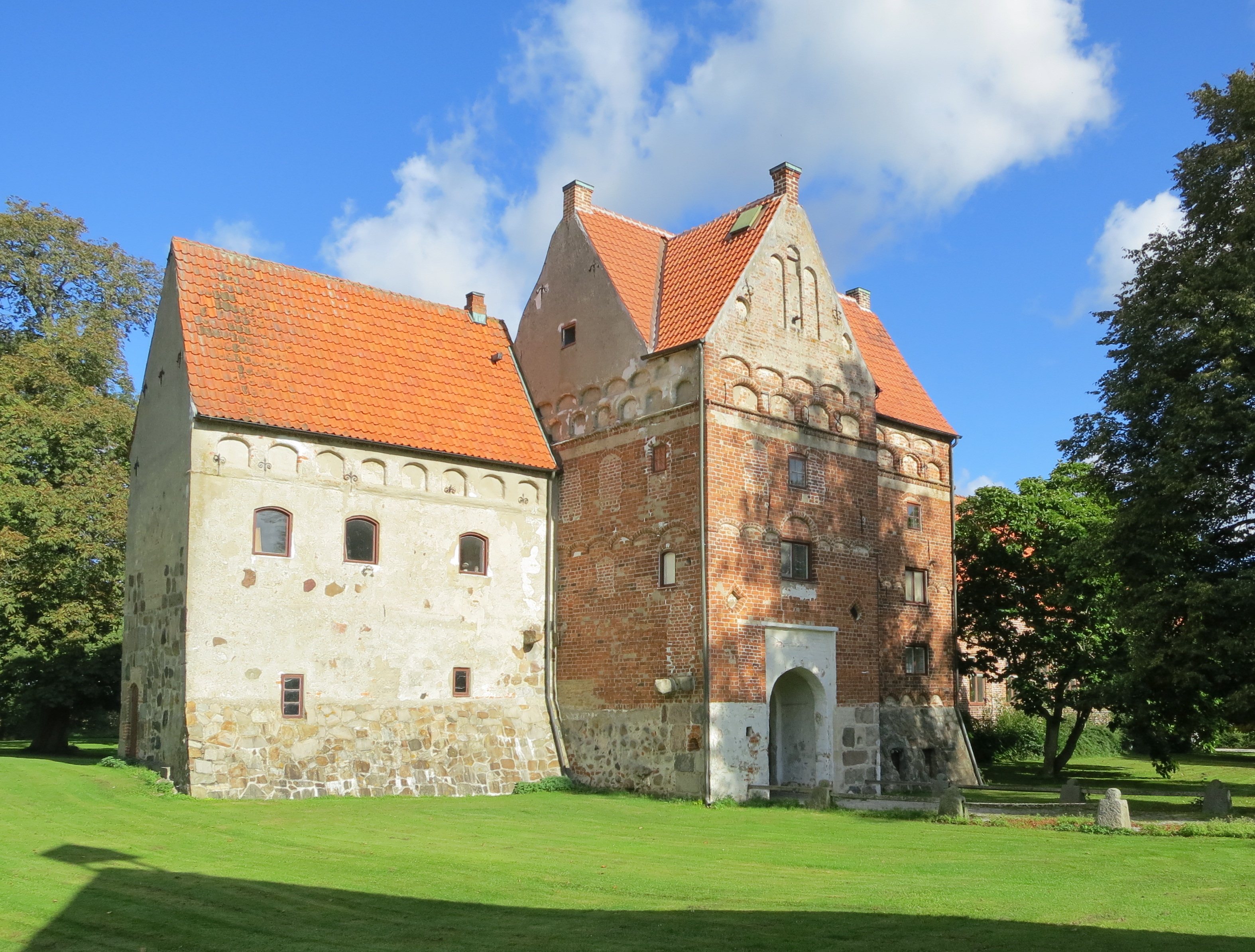
Schloss Borgeby

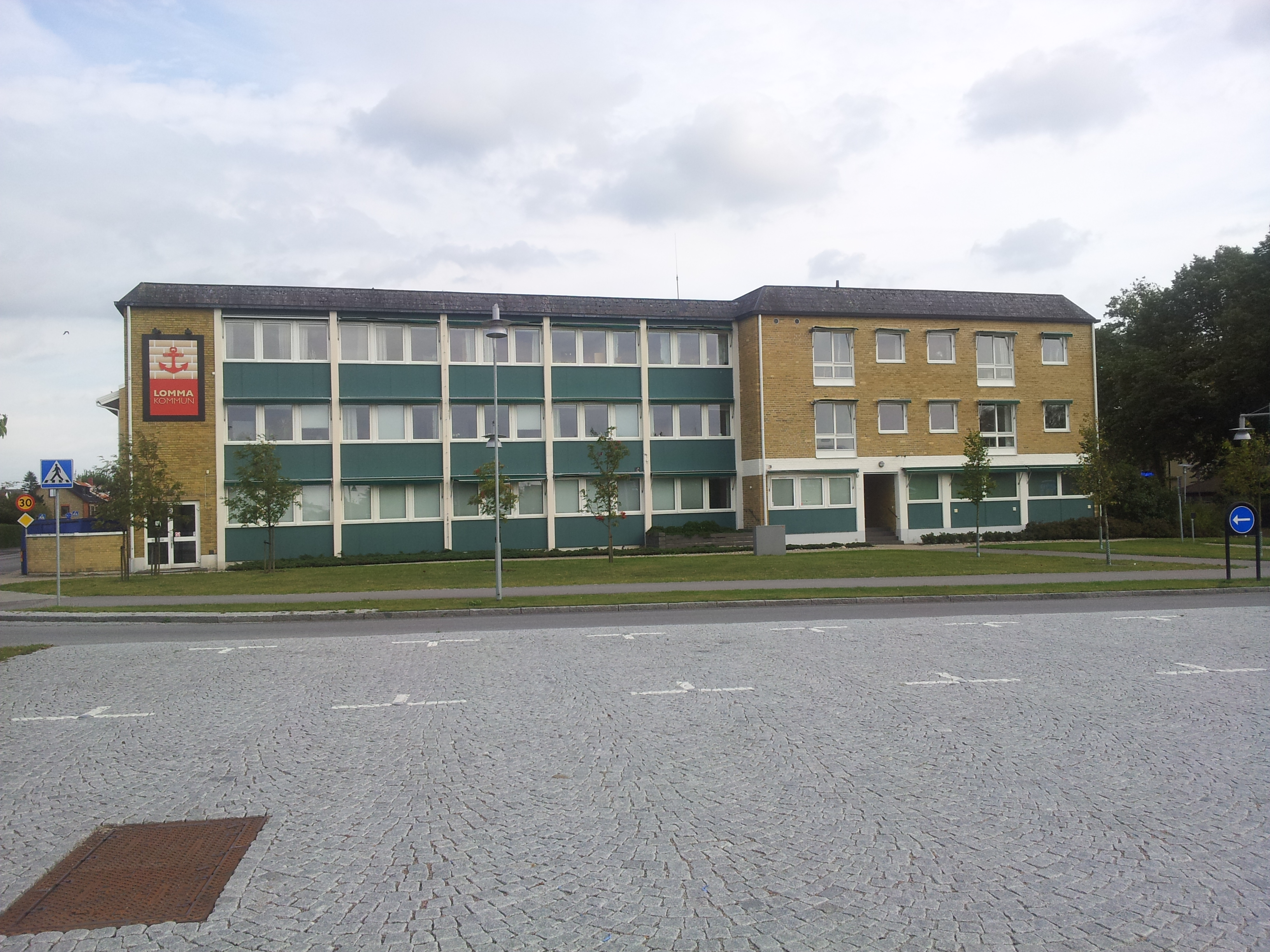
Rathaus Lomma

Lomma ist eine Gemeinde (schwedisch kommun) in der schwedischen Provinz Skåne län und der historischen Provinz Schonen. Der Hauptort der Gemeinde ist Lomma.

## Geographie
Das Gemeindegebiet ist relativ flach mit einem höchsten Punkt, der 40 Meter über dem Meer liegt, und wird von landwirtschaftlichen Nutzflächen geprägt. Der Strand am östlich gelegenen Öresund ist im äußersten Norden der Gemeinde lehmig, zwischen den Orten Habo Ljung und Bjärred recht steinig und im Übrigen sandig.

## Geschichte
Aufgrund der günstigen Lage zwischen den Mündungen der Flüsse Kävlingeån und Höje å haben sich hier schon Menschen des Steinzeitalters angesiedelt. Der Hauptort Lomma entstand 1085 und die Namen vieler Orte des Gebietes stehen im Zusammenhang mit dem nahe gelegenen Handels- und Religionszentrum Lund.

## Bevölkerung
Die meisten Bewohner der Gemeinde leben in den Ortschaften Lomma und Bjärred. Im Jahre 2000 waren beide Orte etwa gleich groß und beinhalteten gemeinsam etwa 93 % der Bevölkerung der gesamten Gemeinde. 2003 lebten hier 442 ausländische Einwohner, was einem relativen Anteil von 2,4 Prozent entspricht. Zwischen 2003 und 2005 erhielten pro Jahr durchschnittlich 25 Personen die schwedische Staatsbürgerschaft.

## Sehenswürdigkeiten
In der Gemeinde liegt das Schloss Borgeby, das auf einer Burg aus dem 11. Jahrhundert errichtet wurde.

## Orte
Folgende Orte sind Ortschaften (tätorter): Bjärred, Flädie, Lomma

## Partnerschaften
Partnergemeinden von Lomma sind:
| - Greve Kommune, Dänemark - Gemeinde Pagėgiai, Litauen - Dziwnów, Polen | - Międzyzdroje, Polen - Boronów, Polen - Rüdersdorf bei Berlin, Deutschland |